# Centurion Risk Assessment Services
Centurion Risk Assessment Services ist ein 1995 gegründetes privates Sicherheits- und Militärunternehmen in Großbritannien. Es bietet Vorbereitungskurse für ungewöhnliche Situationen in feindseliger Umgebung („hostile environment training“) sowie Personenschutz in hochgefährlichen Regionen an.
Im Training der Sicherheitsfirma werden Mitarbeiter von Nichtregierungsorganisationen (NGOs) wie Entwicklungshelfer, Ingenieure und Journalisten für Aufenthalte in Krisen- und Kriegsgebieten vorbereitet. Kunden sind (Centurions Angaben zufolge) u. a. Amnesty International, ARD/WDR, Christian Aid, Human Rights Watch, Reuters und viele andere.
Die Ausbilder und Mitglieder von Personenschutzteams der Firma setzen sich ausschließlich aus ehemaligen britischen Zeitsoldaten zusammen, von denen die meisten Royal Marines waren. Die Ausbildung ist praxisnah, Teilnehmer profitieren von der Einsatzerfahrung, die die Ausbilder während ihres aktiven Militärdienstes und bei früheren Einsätzen für Centurion sammeln konnten.
In Deutschland erfolgt die Ausbildung von Personenschutzteams teilweise durch ehemalige Bundeswehrsoldaten. Ein Einsatzschwerpunkt liegt derzeit im Irak.